# Dreamcast Collection
Dreamcast Collection ist eine Videospielsammlung, die von Sega entwickelt und im Februar 2011 für Xbox 360 und Microsoft Windows veröffentlicht wurde. Am 22. Juli 2006 wurde sie auf Steam mit zwei zusätzlichen Spielen veröffentlicht. Mit einem Update am 7. April 2020 wurde mit Sonic Adventure 2 (2001) ein weiteres Mal ein Spiel hinzugefügt.
Sie folgte auf die zuvor veröffentlichte Sega Mega Drive Collection (2006).

## Inhalt
Dreamcast Collection enthält folgende Sega-Dreamcast-Spiele in alphabetischer Reihenfolge:
| Von Beginn an auswählbare Spiele                           | Von Beginn an auswählbare Spiele | Von Beginn an auswählbare Spiele | Von Beginn an auswählbare Spiele |
| Name des Spiels                                            | Release                          | Genre                            | Entwickler                       |
| ---------------------------------------------------------- | -------------------------------- | -------------------------------- | -------------------------------- |
| Crazy Taxi                                                 | 2000                             | Arcade-Rennspiel                 | Hitmaker                         |
| Sega Bass Fishing                                          | 1999                             | Angelspiel                       | SIMS Co., Ltd.                   |
| Sonic Adventure                                            | 1998                             | Jump ’n’ Run                     | Sonic Team                       |
| Space Channel 5: Part 2                                    | 2002                             | Musikspiel                       | United Game Artists              |
| Zusätzliche Spiele der 2016 veröffentlichten Steam-Version |                                  |                                  |                                  |
| Name des Spiels                                            | Release                          | Genre                            | Entwickler                       |
| Jet Set Radio                                              | 2000                             | Rennspiel                        | Smilebit                         |
| Nights into Dreams … 1                                     | 1996                             | Jump ’n’ Run                     | Sonic Team                       |
| Am 7. April 2020 hingefügte Spiele der Steam-Version       |                                  |                                  |                                  |
| Name des Spiels                                            | Release                          | Genre                            | Entwickler                       |
| Sonic Adventure 2                                          | 2001                             | Jump ’n’ Run                     | Sonic Team                       |

## Veröffentlichung
In den USA erschienen beide Versionen am 22. und in Europa wenig später am 25. Februar 2011. In Australien erschien die Dreamcast Collection am 24. Februar 2011 für Xbox 360 und am 3. März für Windows. Am 22. Juli 2016 erschien die Spielesammlung auch via Steam. Die dortige Version umfasst zusätzlich die zwei weiteren Spiele Nights into Dreams … und Jet Set Radio. Am 7. April 2020 wurde das Spiel Sonic Adventure 2 per Update hinzufügt. Die Spiele können sowohl einzeln als auch zusammen gekauft werden. Ursprünglich war das Spiel auch für PlayStation 3 geplant, ist aber nie erschienen.

## Rezeption
Dreamcast Collection hat bis zur Veröffentlichung 2015 für den PC überwiegend „gemischte bis negative“ Kritiken von Kritikern erhalten. Auf Metacritic hat das Spiel für Xbox 360 eine Punktzahl von 53 aus 100, während IGN dem Spiel fünf von zehn Punkten gab. Eurogamer bewertete das Spiel mittelmäßig und vergab fünf von zehn Punkten.